# Германия на «Евровидении-1991»
Германия принимала участие в Евровидении 1991, проходившем в Риме, Италия. На конкурсе её представляла группа «Atlantis 2000» с песней «Dieser Traum darf niemals sterben», выступавшая под номером 17. В этом году страна заняла 18-е место, получив 10 баллов. Комментатором конкурса от Германии в этом году был Макс Шауцер, глашатаем — Кристиан Экхардт. Стоит также отметить, что этот год был первым, когда Германия участвовала в конкурсе единым государством (ФРГ аннексировала ГДР в октябре 1990 года).

## Национальный отбор
Финал национального отбора проходил в берлинском Фридрихштадтпаласт, ведущим которого стал известный комик Хапе Керкелинг.
Как и в прошлые года, в 1991 были выбраны 1000 человек — случайных представителей немецкой общественности, которые проголосовали за понравившуюся песню.
Заметной фигурой финала национального отбора этого года стала Синди Бергер — участница дуэта Синди и Берт, представлявшего Германию на Евровидении 1974.
Широкой критике подвергся выбор исполнителя, представлявшего Германию. Однако неоднозначно восприняли и композицию «Dieser Traum darf niemals sterben», говоря о том, что песни о «мире, надежде и любви будущего» стали клише конкурса и последнее время не добиваются успеха. Опасения критиков и общественности оказались ненапрасными: Германия оказалась в аутсайдерах конкурса 1991 года, в результате, просуществовав ещё недолго после Евровидения, группа распалась.
| Номер | Исполнитель        | Песня                             | Процент голосов | Место |
| ----- | ------------------ | --------------------------------- | --------------- | ----- |
| 1     | Таня Йонак         | Hand in Hand in die Sonne         | 9.5 %           | 6-е   |
| 2     | Сюзан Шуберт       | Du bist mehr                      | 10.8 %          | 5-е   |
| 3     | Синди Бергер       | Nie allein                        | 6.4 %           | 7-е   |
| 4     | Барбара Кесси      | Hautnah ist nicht nah genug       | 14.1 %          | 4-е   |
| 5     | Connie & Komplizen | Jedesmal                          | 2.8 %           | 10-е  |
| 6     | Vox & Vox          | Tief unter der Haut               | 14.9 %          | 3-е   |
| 7     | Стефан де Вольфф   | Herz an Herz                      | 3.7 %           | 9-е   |
| 8     | Зиад & Сандрина    | Die Wächter der Erde              | 15.2 %          | 2-е   |
| 9     | Atlantis 2000      | Dieser Traum darf niemals sterben | 18.5 %          | 1-е   |
| 10    | Strandjungs        | Junge Herzen                      | 4.1 %           | 8-е   |

## Страны, отдавшие баллы Германии
Каждая страна оценивает 10 участников оценками 1-8, 10, 12.
| 6 баллов | 5 баллов | 3 балла | 2 балла | 1 балл  |
| -------- | -------- | ------- | ------- | ------- |
| Дания    |          | Кипр    |         | Испания |

## Страны, получившие баллы от Германии
| 12 баллов | Швеция     |
| 10 баллов | Мальта     |
| 8 баллов  | Франция    |
| 7 баллов  | Испания    |
| 6 баллов  | Швейцария  |
| 5 баллов  | Исландия   |
| 4 балла   | Норвегия   |
| 3 балла   | Люксембург |
| 2 балла   | Ирландия   |
| 1 балл    | Кипр       |